# Fidelity National Financial
Фиделити нешенел фајненшијал, Инкорпорејтид (ФНФ) (енгл. Fidelity National Financial Incorporated (FNF)), чије је централа у Џексонвилу, Флорида, САД, (раније у Санта Барбари, Калифорнија), је Форчун 500 компанија (компанија са топ-листе 500 најбољих компанија ове врсте у САД коју објављује часопис Форчун). Ова компанија је снабдевач производима, сервисима и решењима у сегменту америчке економије некретнинама и финансијским услугама, са основним активностима на пољу осигурања својинских права и осигурања некретнина, као и сервисних услуга које су са тим у вези.